# Kouzelnická hůlka (Harry Potter)

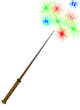
Kouzelnická hůlka

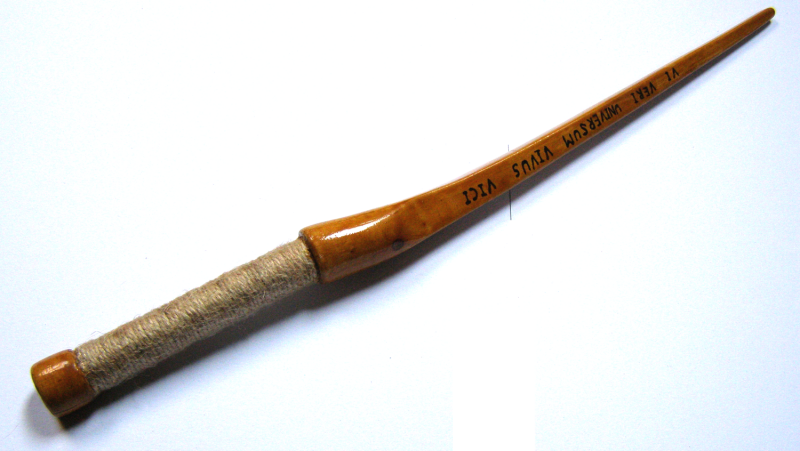
Kouzelnická hůlka

Kouzelnické hůlky ve světě Harryho Pottera nejsou jen dřívka, ale mají specifické vlastnosti. Na hůlku nelze použít libovolné dřevo a hůlka musí mít jádro z magické substance. Hůlky se také řídí jistými pravidly a zákonitostmi, které vytyčila J. K. Rowling ve svých knihách o čarodějnickém učni.
Hůlky kouzelníkům slouží jako nástroj k usměrnění jejich čaromoci a většina kouzel je prováděna právě za pomoci hůlek. Je sice možné kouzlit i bez hůlek, ale je to velmi obtížné a jen nemnozí to dokáží. Je k tomu totiž zapotřebí silné soustředění, aby kouzelník mohl k danému kouzlu usměrnit svou čaromoc bez pomoci hůlky, proto se většina kouzelníků ani nesnaží kouzlení bez hůlky naučit.
Výroba hůlek je velmi specifické, komplexní a tajuplné odvětví magie . Jak bude zmíněno v následujících kapitolách, součástí vědy o hůlkách je to, že hůlka si vybírá kouzelníka. Stejně jako je toho součástí i to, že hůlka může změnit majitele.

## Historie hůlek
Výroba hůlek byla vynalezena starověkými kouzelníky před více než dvěma tisíci lety. Ostatně i Ollivanderovi, kteří jsou rodinou výrobců hůlek již po celé generace, mají hůlkařské kořeny už v roce 382 před křesťanským letopočtem, kdy jejich předkové započali s výrobou hůlek. Ovšem historie hůlek je pochopitelně mnohem starší. V dobách, kdy se předkové dnešních Ollivanderů stali rodinou výrobců hůlek, již hůlky existovaly v podobě, v jaké je známe dnes.
V průběhu času se používaly různé materiály a různé podoby, od amuletů a náramků až po velké hole. Metodou pokus-omyl se postupně přišlo na existenci tzv. hůlkového dřeva (viz příslušná kapitola), na jádra z magických substancí a na hůlkovitý tvar.

## Hůlka a kouzelník
Téměř ve všech dokumentech je zmiňována důležitá věc: to hůlka si vybírá kouzelníka. Je to způsobeno tím, že každá hůlka je jedinečná, stejně jako je jedinečný každý kouzelník a je potřeba, aby k sobě oba seděli. Tím že se nalezne hůlka, která ke kouzelníkovi vyhovuje, je zajištěna maximální kompatibilita mezi hůlkou a kouzelníkem a tím i nejefektivnější používání magie. Analogicky k tomu s cizí hůlkou nikdy nebude používání magie takové jako s vlastní.
Hůlky jsou však schopné změnit svého vlastníka. Když je kouzelník poražen, nebo je-li mu během boje hůlka násilím vzata, což je vlastně také druh porážky, hůlka může změnit svoji věrnost přemožiteli svého dosavadního majitele. Většina hůlek však se svými majiteli má blízký vztah a jen nesnadno přeruší svoji věrnost k původnímu majiteli. Navíc uzmutí hůlky za soutěživé či přátelské situace věrnost hůlky nijak neovlivní.
Hůlka, jako předmět, je také schopna vnímat či samovolně reagovat, ačkoliv hůlky nemohou uvažovat nebo komunikovat na stejné úrovni jako lidé. To může vysvětlovat jejich vybírání si majitele nebo občasné a samovolné kouzlení hůlky. To se v drtivé většině případů projevuje vypouštěním jisker různých barev, obláčků dýmu různých barev a vlastností, případně syčivými či pisklavými zvuky. Velmi výjimečně se může stát, že hůlka samovolně vyšle složitější kouzla, ale to je velmi vzácný jev a čím složitější a náročnější je kouzlo, tím nepravděpodobnější tento jev je.
Poškozené hůlky se také mohou projevovat různými samovolnými projevy či vedlejšími účinky (viz Ronova zlomená hůlka v Tajemné komnatě)

## Studium výroby hůlek
Po dokončení kouzelnického vzdělání se kouzelník, který se chce naučit vyrábět hůlky, musí stát učedníkem u zkušeného výrobce hůlek, kde pod jeho vedením může začít pronikat do tohoto umění. Je to velmi komplexní a tajuplné odvětví magie, což znamená, že ani ten nejzkušenější výrobce nemusí rozumět úplně všemu, co se hůlek a jejich výroby týče. Ostatně ani mechanismus, jímž si hůlka vybírá svého majitele, není výrobci hůlek zcela pochopen.

## Hůlkové dřevo
Hůlky nejsou vyráběné jen tak z ledajakého dřeva. Na výrobu hůlek je třeba dřeva zvláštní kvality, říká se mu hůlkové dřevo a stromům, které jej mají, se nazývají hůlkové stromy. Na hůlkových stromech žijí kouzelní tvorové Kůrolezové. Tito strážci stromů žijí právě na stromech, jejichž dřevo má potřebné předpoklady k výrobě hůlek. Pouze takové dřevo je schopné vést čaromoc, jíž v sobě kouzelníci mají, a pracovat s ní.

## Jádra hůlek
Ačkoliv hůlkové dřevo má zvláštní vlastnosti, samo o sobě není dostatečně silné a proto mají hůlky jádra z magických substancí. Ty zvyšují citlivost hůlky na magii a zvyšují její schopnost spolupracovat a usměrňovat kouzelníkovu čaromoc. Od vynalezení hůlek s jádrem se používaly nejrůznější substance, nejběžněji se používají blána z dračího srdce, žíně z ohonu jednorožce , ačkoliv se objevují i další substance, jako například ocasní pero ptáka fénixe (pouze 2, hůlka Harryho Pottera a Lorda Voldemorta) nebo žíně z testrála (bezová hůlka). Pokud se použije jádro ze stejného tvora např. dvě pera z fénixe (jako tomu bylo v případě Harryho a lorda Voldemorta) dochází k Priori Incantatem.

## Hůlkové zákony
Hůlky jako magické předměty pochopitelně mají i svá pravidla a zákonitosti, jimiž se řídí a jimiž se musí řídit i kouzelníci ve vztahu k nim. Bývají označovány jako hůlkové zákony.

### Elementární zákony
Jak již bylo nejednou zmiňováno, to hůlka si vybírá kouzelníka. Není přesně známo jak, ale kouzelník musí volbu hůlky akceptovat. To je ten nejzákladnější zákon hůlek.
Hůlka a kouzelník spolu procházejí vzájemným sbíráním zkušeností. Hůlka se učí od kouzelníka a kouzelník se učí od hůlky.
Kouzelník je schopen seslat svou čaromoc skrze jakoukoliv hůlku, ať už je jeho či nikoliv. Nicméně nejlepších výsledků kouzelník dosáhne vždy tam, kde je nejbližší vztah mezi hůlkou a kouzelníkem.
Hůlka může být vyhrána od jejího majitele v souboji a jenom tehdy se věrnost hůlky může změnit k novému majiteli. Pakliže však hůlka nebyla opravdově vyhrána, nebude v rukou nového majitele fungovat tak, jako kdyby byla jeho vlastní hůlkou.

### Priori Incantatem
Pakliže se proti sobě postaví dvě hůlky se stejným jádrem pocházejícím ze stejného zdroje (například obsahují-li obě žíni ze stejného jednorožce) nemohou být nuceny bojovat jedna proti druhé. Nemohou proti sobě správně fungovat. Ve výjimečných případech dokonce může nastat situace, že se mezi nimi vytvoří zvláštní spojení. V něm pak jedna hůlka přinutí druhou hůlku, aby vydala všechna svá kouzla, která učinila, ovšem v opačném pořadí. Podobně jako kouzlo Priori Incantatem přinutí hůlku ukázat jaké bylo její poslední kouzlo, v tomto spojení jedna hůlka přinutí druhou ukázat postupně všechna kouzla a to až do bodu přerušení spojení mezi nimi.
Jakmile se však takto dvě hůlky spojí, budou již pak znát jedna druhou a mohou na sebe reagovat i bez vůle jejich vlastníků, nebo přinejmenším vítězná hůlka (ta, která přinutila tu druhou svá kouzla vydat) je schopná takto reagovat na hůlku druhou.

## Kouzelné hůlky některých postav série
| Vlastník                                | Dřevo                  | Jádro                 | Délka v palcích / centimetrech | Výrobce                            | Poznámky |
| --------------------------------------- | ---------------------- | --------------------- | ------------------------------ | ---------------------------------- | --- |
| Brumbál, Albus hůlka #1                 | neznámé                | neznámé               | neznámé                        |                                    | hůlka, kterou používal před získáním své druhé hůlky a s kterou porazil v souboji Grindewalda |
| Brumbál, Albus hůlka #2                 | bezové dřevo           | žíně Testrála         | 15" / 38,10 cm                 | samotná Smrt nebo Antioch Peverell | známá jako Bezová hůlka |
| Delacour, Fleur                         | růžové dřevo           | vlas víly             | 9½" / 24,13 cm                 |                                    | vlas v jádru hůlky je vlasem Fleuřiny babičky. |
| Diggory, Cedric                         | jasanové dřevo         | žíně Jednorožce       | 12¼" " / 31,12 cm              | Ollivander                         | |
| Evansová, Lily                          | vrbové dřevo           | neznámé               | 10¼" " / 26,04 cm              | Ollivander                         | "Když s ní mávla, úplně to zasvištělo, na zaříkání to byla výborná hůlka" řekl Ollivander. |
| Grangerová, Hermiona hůlka #1           | dřevo vinné révy       | blána z dračího srdce | 10¾" / 27,31 cm                |                                    | v roce 1998 byla zabavená přívrženci Pána zla |
| Grangerová, Hermiona hůlka #2           | dřevo vlašského ořechu | blána z dračího srdce | 12¾" / 32,39 cm                | Ollivander                         | Původně hůlka Belatrix, v roce 1998 přešla do jejího vlastnictví po bitvě v sídle Malfoyových |
| Grindelwald, Gellert hůlka #1           | neznámé                | neznámé               | neznámé                        | pravděpodobně Gregorovič           | Grindelwaldova první hůlka, než Gregorovičovi ukradl Bezovou hůlku |
| Grindelwald, Gellert hůlka #2           | bezové dřevo           | žíně Testrála         | 15" / 38,10 cm                 | samotná Smrt nebo Antioch Peverell | známá jako Bezová hůlka, přišel o ni po porážce v souboji s A. Brumbálem v roce 1945 |
| Hagrid, Rubeus                          | dubové dřevo           | neznámé               | 16" / 40,64 cm                 | Ollivander                         | hůlka byla v roce 1943 zlomená, Hagridem poté ukryta v růžovém deštníku a tajně používaná |
| Krum, Viktor                            | habrové dřevo          | blána z dračího srdce | 10¼" " / 26,04 cm              | Gregorovič                         | |
| Lestrangeová, Bellatrix hůlka #1        | dřevo vlašského ořechu | blána z dračího srdce | 12¾" / 32,39 cm                | Ollivander                         | od roku 1998 patří Hermioně Grangerové, získána v bitvě v sídle Malfoyových |
| Lestrangeová, Bellatrix hůlka #2        | neznámé                | neznámé               | neznámé                        |                                    | |
| Láskorádová, Lenka hůlka #1             | neznámé                | neznámé               | neznámé                        |                                    | zabavena smrtijedy roku 1997, když byla zajata a uvězněna v sídle Malfoyových |
| Láskorádová, Lenka hůlka #2             | neznámé                | neznámé               | neznámé                        | Ollivander                         | hůlka vyrobena pro Lenku roku 1998 |
| Longbottom, Neville hůlka #1            | neznámé                | neznámé               | neznámé                        |                                    | patřila jeho otci Frankovi, zlomená v roce 1996 Antonínem Dolohovem během bitvy o Oddělení záhad |
| Longbottom, Neville hůlka #2            | třešňové dřevo         | žíně Jednorožce       | 13" / 33,02 cm                 | Ollivander                         | jedna z posledních hůlek vyrobených Ollivanderem před jeho zmizením roku 1996 |
| Lupin, Remus                            | cypřišové dřevo        | žíně Jednorožce       | 10¼" " / 26,04 cm              |                                    | |
| Malfoy, Draco hůlka #1                  | hlohové dřevo          | žíně Jednorožce       | 10" / 25,40 cm                 | Ollivander                         | roku 1998 přešlo její vlastnictví na Harryho Pottera, když porazil Draca v bitvě o sídlo Malfoyových |
| Malfoy, Draco hůlka #2                  | bezové dřevo           | žíně Testrála         | 15" / 38,10 cm                 | samotná Smrt nebo Antioch Peverell | známá jako Bezová hůlka. Roku 1997 připadla Malfoyovi poté, co odzbrojil na astronomické věži Brumbála. |
| Malfoy, Lucius                          | jilmové dřevo          | blána z dračího srdce | neznámé                        |                                    | Hůlka byla součástí vycházkové hole s hadí hlavou na vrcholu, zničena roku 1997 v bitvě sedmi Potterů, když ji měl zapůjčenou lord Voldemort. Došlo při tom k jevu, který neuměl vysvětlit ani výrobce hůlek Ollivander.                                    |
| Malfoyová, Narcissa                     | neznámé                | neznámé               | neznámé                        |                                    | zapůjčena synovi Dracovi po bitvě o sídlo Malfoyových, když Draco o svoji hůlku přišel |
| Potter, Harry hůlka #1                  | cesmínové dřevo        | pero fénixe           | 11" / 27,94 cm                 | Ollivander                         | sestra hůlky Pána zla, pero jejího jádra patřilo Fawkesovi, na sklonku roku 1997 zlomena v boji s Naginim, opravena bezovou hůlkou o půl roku později, po závěrečném souboji v bradavicích (1998)                                                           |
| Potter, Harry hůlka #2                  | trnkové dřevo          | neznámé               | neznámé                        |                                    | hůlka vyhrána v souboji na Voldemortově přívrženci Ronem Weasleyem roku 1997, používána H. Potterem místo vlastní zlomené hůlky do bitvy v sídle Malfoyových                                                                                                |
| Potter, Harry hůlka #3                  | hlohové dřevo          | žíně Jednorožce       | 10" / 25,40 cm                 | Ollivander                         | původně hůlka D. Malfoye, získaná v souboji a používána H.Potterem až do opravy první hůlky bezovou hůlkou |
| Potter, Harry hůlka #4                  | bezové dřevo           | žíně Testrála         | 15" / 38,10 cm                 | samotná Smrt nebo Antioch Peverell | v 6.díle porazil Draco Malfoy Albuse Brumbála a tím se stal pánem bezové hůlky. Harry ho v 7.díle porazil a tím se stal "na dálku" pánem hůlky on. Proto ho odmítla tato hůlka zabít. Harry s ní také spravil svou původní hůlku zlomenou v Godrikově dole. |
| Potter, James                           | mahagonové dřevo       | neznámé               | 11" / 27,94 cm                 | Ollivander                         | "Výtečně se hodila na přeměňování" řekl Ollivander. |
| Pettigrew, Peter hůlka #1               | neznámé                | neznámé               | neznámé                        |                                    | První Červíčkova hůlka, než se proměnil v krysu a zmizel |
| Pettigrew, Peter hůlka #2               | kaštanové dřevo        | blána z dračího srdce | 9¼" / 24,13 cm                 | Ollivander                         | Hůlka vyrobil po svém únosu Ollivander roku 1996 v zajetí pro Červíčka, roku 1998 přešla do vlastnictví R. Weasleyho po bitvě v sídle Malfoyových |
| Raddle, Tom Rojvol alias Lord Voldemort | tisové dřevo           | pero fénixe           | 13½" / 34,29 cm                | Ollivander                         | sestra hůlky Harryho Pottera, pero jejího jádra patřilo Fawkesovi. Vyrobil Ollivander. |
| Umbridgeová, Dolores                    | břízové dřevo          | blána z dračího srdce | 8" /20,32                      |                                    | popisovaná jako nezvykle krátká, roku 1996 zlomena kentauřím kopytem v Zapovězeném lese |
| Weasley, Ron hůlka #1                   | jasanové dřevo         | žíně Jednorožce       | 12" / 30,48 cm                 |                                    | patřící původně bratrovi Charliemu, roku 1992 značně poškozená po střetnutí s vrbou mlátičkou způsobila ztrátu paměti Zlatoslava Lockharta |
| Weasley, Ron hůlka #2                   | vrbové dřevo           | žíně Jednorožce       | 14" / 35,56 cm                 | Ollivander                         | zakoupena po výhře v tombole Denního věštce roku 1993 |
| Weasley, Ron hůlka #3                   | kaštanové dřevo        | blána z dračího srdce | 9¼" / 24,13 cm                 | Ollivander                         | Původně Červíčkova, roku 1998 přešla do vlastnictví R. Weasleyho po bitvě v sídle Malfoyových |